# Antoine Fabre d'Olivet
Antoine Fabre d'Olivet (Ganges, 8 dicembre 1767 – Parigi, 25 marzo 1825) è stato uno scrittore francese.
È stato scrittore, poeta e compositore la cui ermeneutica biblica e filosofica ha influenzato molti occultisti, come Eliphas Lévi e Gérard Encausse. Il suo miglior lavoro conosciuto oggi è la sua ricerca sull'ebraico biblico, i trentasei Versi d'Oro di Pitagora e l'arte sacra della musica. Il suo interesse per Pitagora e le opere risultanti hanno avviato un risveglio del Neopitagorismo. Ha svolto un lavoro di reinterpretazione della Genesi a partire dal testo originale (in ebraico antico). Egli fu condannato sia da Napoleone I che dal Papa.
Per quanto riguarda la linguistica, Fabre d'Olivet può essere considerato come il maggiore rappresentante della teoria fonosemantica ma allo stesso tempo anche il meno conosciuto. Gérard Genette non lo prese in alcuna considerazione nel suo approfondito studio sulla storia del fonosimbolismo, eppure il noto linguista B. L. Whorf rimase affascinato da Fabre d'Olivet e lo definì «un metafisico mistico e religioso che mescolò questo lato della sua natura con i lavori di uno dei più potenti intelletti di ogni epoca».

## Opere
- Le Quatorze de juillet 1789, fait historique en 1 acte et en vers, Paris, Théâtre des Associés, juillet 1790
- Toulon soumis, fait historique, opéra en un acte, Paris, Théâtre national de l'Opéra, 4 mars 1794 Testo Online
- Le Sage de l'Indostan, drame philosophique en 1 acte et en vers, mêlé de chœurs de musique, Paris, Institut national des aveugles-travailleurs, thermidor an IV (1796)
- Azalaïs et le gentil Aimar, histoire provenc?ale, traduite d'un ancien manuscrit provenc?al (1798)
- Lettres à Sophie sur l'histoire (2 volumes, 1801). Réédition: Éditions L'Âge d'Homme, Lausanne, 2009.
- Le Troubadour, poésies occitaniques (1803). Réédition: Lacour, Nîmes, 1997.
- Notions sur le sens de l'ouïe en général, et en particulier sur la guérison de Rodolphe Grivel, sourd-muet de naissance en une série de lettres écrites par Fabre d'Olivet (1811) Testo Online
- Les Vers dorés de Pythagore, expliqués et traduits pour la première fois en vers eumolpiques français, précédés d'un Discours sur l'essence et la forme de la poésie, chez les principaux peuples de la terre (1813). Réédition: Éditions L'Âge d'Homme, Lausanne, 1991. Testo Online
- La Langue hébraïque restituée et le véritable sens des mots hébreux rétabli et prouvé par leur analyse radicale, ouvrage dans lequel on trouve réunis: (1) une dissertation sur l'origine de la parole; (2) une grammaire hébraïque; (3) une série de racines hébraïques; (4) un discours préliminaire; (5) une traduction en français des dix premiers chapitres du Sépher, contenant la Cosmogonie de Moyse (1815). Réédition: Éditions L'Âge d'Homme, Lausanne, 1985. Testo Online 1 2
- De l'état social de l'homme, ou Vues philosophiques sur l'histoire du genre humain, précédées d'une dissertation introductive sur les motifs et l'objet de cet ouvrage (2 volumes, 1822) Testo Online 1 2
- Caïn, mystère dramatique en trois actes de lord Byron, traduit en vers français et réfuté dans une suite de remarques philosophiques et critiques (1823). Réédition: Slatkine, Genève, 1981.
- Histoire philosophique du genre humain, ou L'homme considéré sous ses rapports religieux et politiques dans l'état social, à toutes les époques et chez les différents peuples de la terre, précédée d'une dissertation introductive sur les motifs et l'objet de cet ouvrage (2 volumes, 1824). Réédition: Éditions traditionnelles, Paris, 1966.
- Le Retour aux beaux-arts, dithyrambe pour l'année 1824 (1824)

Pubblicazioni Postume
- La Musique expliquée comme science et comme art et considérée dans ses rapports analogiques avec les mystères religieux, la mythologie ancienne et l'histoire de la terre (1896). Réédition: Éditions L'Âge d'Homme, Lausanne, 1974. Testo Online
- La Vraie Maçonnerie et la céleste culture, texte inédit avec introduction et notes critiques par Léon Cellier, Presses universitaires de France, Paris, 1952; La Proue, Lausanne, 1973.
- Mes souvenirs, Boumendil, Nice, 1977.
- Miscellanea Fabre d'Olivet (1). Oratorio à l'occasion de la fête du sacre et du couronnement de S.M. l'Empereur. Prédictions politiques. Idamore ou le Prince africain. Vers à mes amis pour le jour de ma fête, publié par Gilbert Tappa, Boumendil, Nice, 1978.
- Miscellanea Fabre d'Olivet (2). Antoine Fabre d'Olivet et les concours de l'Institut: Discours sur les avantages et les inconvénients de la critique littéraire. Dissertation sur le rythme et la prosodie des anciens et des modernes, publié par Gilbert Tappa, Boumendil, Nice, 1982.
- La Langue d'Oc rétablie dans ses principes, Steinfeld, Ganges, 1989.